# Томас Клестил
Tомас Клестил (Беч, 4. новембар 1932 — Беч, 6. јул 2004) био је аустријски дипломата који је на функцији председника Аустрије био од 1992. до своје смрти 2004. године.
Рођен је у радничкој породици у трећем бечком округу (Ландштрасе). Студирао је економију и менаџмент на Бечком Универзитету, где је и докторирао 1957. године. По вероисповести је био римокатолик. Током студирања је приступио Аустријској народној партији, као и организацији студената римокатолика под називом Бајуварија. Венчао се 1957. године за Едиту-Марију Виландер са којом је имао троје деце. Са првом супругом се развео 1998. године, када се венчао за Маргот Лефлер.
Каријеру дипломате почео је у аустријском министарству иностраних послова, а први међународни ангажман имао је у аустријској делегацији при Организацији за економску сарадњу и развој у Паризу (1959-1962). Од 1962-1966 радио је као економски аташе у Амбасади Аустрије у Вашингтону. Године 1966. постао је секретар канцелара Јозефа Клауса, када је започела његова дугогодишња сарадња са Алојзом Моком. Године 1969. покренуо је аустријски конзулат у Лос Анђелесу, и том приликом је склопио пријатељство са Арнолдом Шварценегером. До 1974. био је генерални конзул Аустрије у Лос Анђелесу. Потом је радио на иницијативи канцелара Бруна Крајског да се успостави канцеларија Уједињених нација у Бечу.
Клестил је од 1978-1982 био аустријски амбасадор при седишту Уједињених нација у Њујорку, а потом 1982-1987 аустријски амбасадор у Сједињеним Америчким Државама. Године 1989. се вратио у Аустрији да би радио као генерални секретар Министарства иностраних послова Аустрије, на чијем челу је био Алојз Мок.
Номинован испред Аустријске народне партије, Клестил је 8. јуна 1992. изабран по први пут за председника Аустрије, победивши у другом кругу избора противкандидата из Социјалдемократске партије Аустрије Рудолфа Штрајхера. У време првог Клестиловог мандата канцелар Аустрије био је Франц Враницки. Свој други мандат као председник Аустрије, Клестил је извојевао 1998. године убедљивом победом (63.4%) у првом кругу избора над осталим кандидатима, од којих је највише гласова добила Гертруда Кнол (13.6%) У време другог Клестиловог мандата канцелар Аустрије био је Виктор Клима.
Три дана пред истек свог другог председничког мандата доживео је инфаркт и преминуо је дан касније (6. јула 2004.) у бечкој Општој болници услед вишеструког отказивања органа. Испраћај председника Клестила уприличен је 10. јула 2004. у Катедрали Светог Стефана у центру Беча, а сахрана је обављена у председничкој крипти на Средишњем бечком гробљу. Сахрани су, између осталих, присуствовали Владимир Путин, Курт Валдхајм и Арнолд Шварценегер.
За велике заслуге у развоју пријатељства и сарадње између Републике Хрватске и Републике Аустрије, Клестил је 2. марта 2001. одликован Велередом краља Томислава с лентом и великом Даницом.